# Château du Plessis-Belleville
Le château du Plessis-Belleville est un château disparu qui était situé sur la commune du Plessis-Belleville. 

## Histoire
En 1476, Jacques de Conflans se dit seigneur du Plessis-le-Vicomte-en-Multien. 
Le fief relevait de la seigneurie d'Ermenonville. 

### Le château de Claude de Guénégaud
Il appartenait en 1663 au trésorier de France, Claude Guénégaud (vers 1620-1686), conseiller du Roi en ses conseils, trésorier de l'épargne, qui y construisit un château dont il ne reste plus de trace.
Claude de Guénégaud prêta serment le 13 avril 1643, et fut condamné par la chambre de justice en 1665.
François Mansart entreprit la réalisation du corps central du château, lequel fut agrandi par la suite de deux imposants pavillons. Le corps central du château a été construit sur le modèle du château de Balleroy, mais en taille légèrement plus réduite. Le parc était aménagé par des jardins réguliers aux XVIIe et XVIIIe siècles.   
Les intérieurs du château ont été décoré de compositions peintes par Nicolas Loir, avec Jean I Cotelle. 

### Galerie d'images du château disparu

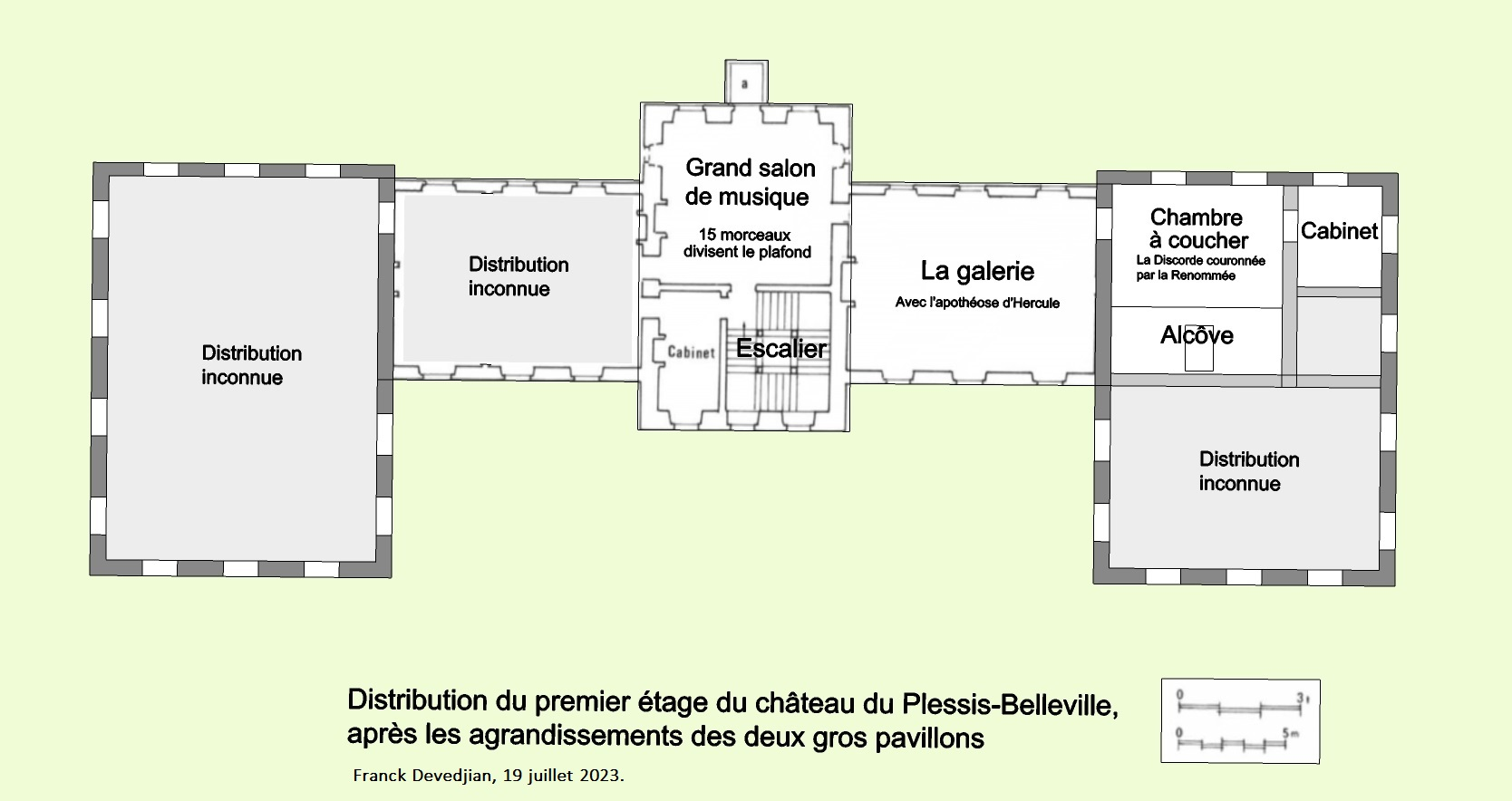
Essai de restitution de la distribution du premier étage du château du Plessis-Belleville, fin du XVIIe siècle.
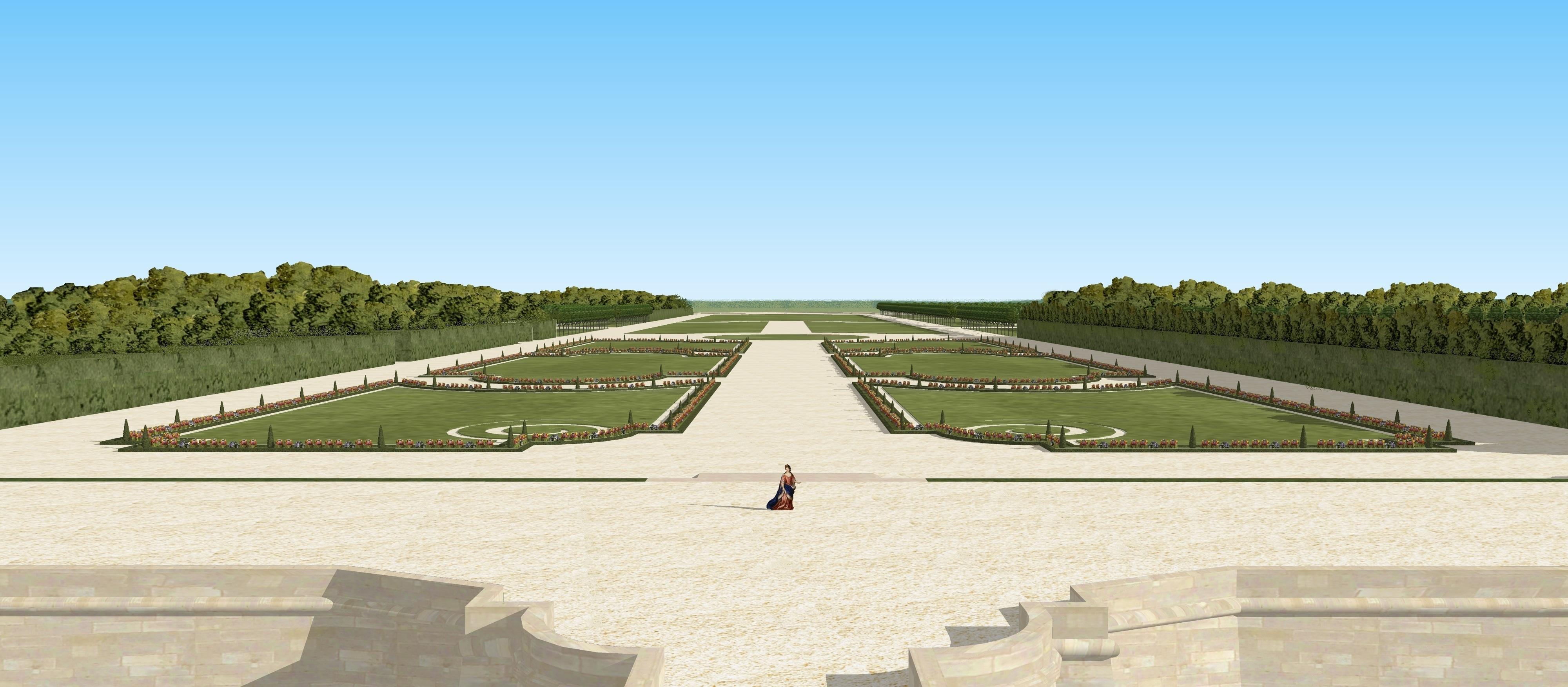
Restitution de la grande perspective du château du Plessis-Belleville (Oise), début du XVIIIe siècle.
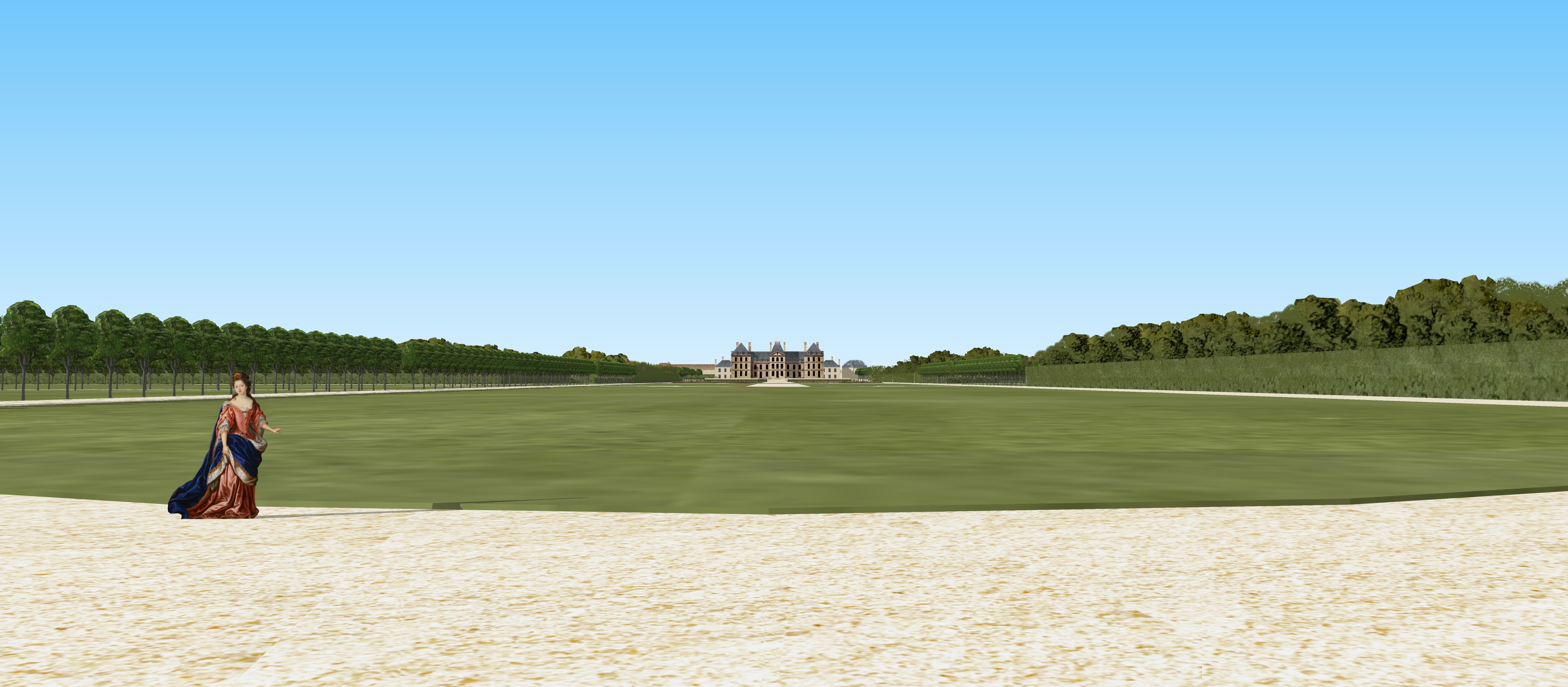
Vue sur le château du Plessis-Belleville, depuis la demi-lune de Bacchus, XVIIIe siècle.

### Destruction et restes de nos jours
- Il ne reste que les douves qui sont accessibles derrière la mairie et aux heures d'ouverture de celle-ci.
- L'emprise du parc ainsi que la demi-lune de Bacchus est conservée, étant utilisé à titre de champs agricoles.
- Il reste plusieurs pavillons des communs du côté de l'entrée.